# Schmitteborner Bach
| Zuläufe und Bauwerke \| Schmitteborner Bach \| Schmitteborner Bach \| Schmitteborner Bach \| \| ------------------- \| ------------------- \| ------------------- \| \| Legende \| \| \| \| Wuppertal \| \| Wuppertal \| \| \| \| \| \| \| \| \| \| \| \| \| \| \| \| \| \| Wupper \| \| \| |  |           |
| Schmitteborner Bach |  |           |
| Legende |  |           |
| Wuppertal |  | Wuppertal |
| |  |           |
| |  |           |
| |  |           |
| |  |           |
| Wupper |  |           |

Der Schmitteborner Bach ist ein rechter Zufluss der Wupper in der nordrhein-westfälischen Großstadt Wuppertal.

## Lage und Topografie
Der Schmitteborner Bach entspringt auf 210 Meter ü. NN im Wuppertaler Ortsteil Öhde südlich der Ortslage Schmitteborn unmittelbar an der Bundesautobahn 1. Direkt nach der Quelle fließt der Bach vollständig verrohrt in westliche Richtung. Auf dem Gelände der früheren Textilfabrik JP Bemberg mündet der Bach nach ca. 360 Metern auf 175 Meter ü. NN in der Wupper.